# Campeonato Mundial de Halterofilia de 1998
El LXIX Campeonato Mundial de Halterofilia se celebró en Lahti (Finlandia) entre el 10 y el 15 de noviembre de 1999 bajo la organización de la Federación Internacional de Halterofilia (IWF) y la Federación Finlandesa de Halterofilia.
En el evento participaron 332 halterófilos (210 hombres y 122 mujeres) de 53 federaciones nacionales afiliadas a la IWF.

## Medallistas

### Masculino
| Evento  | Oro                                  | Plata                             | Bronce                           |
| ------- | ------------------------------------ | --------------------------------- | -------------------------------- |
| 56 kg   | Halil Mutlu Turquía 295,0            | Lan Shizhang China 285,0          | Ivan Ivanov Bulgaria 282,5       |
| 62 kg   | Leonidas Sabanis · Grecia · 320,0    | Nikolaj Pešalov · Croacia · 317,5 | Sevdalin Minchev Bulgaria 310,0  |
| 69 kg   | Plamen Zheliazkov Bulgaria 350,0     | Yorgos Tzelilis · Grecia · 340,0  | Wan Jianhui China 340,0          |
| 77 kg   | Zlatan Vanev Bulgaria 365,0          | Petar Tanev Bulgaria 362,5        | Mehmet Yılmaz Turquía 360,0      |
| 85 kg   | Pyrros Dimas · Grecia · 387,5        | Marc Huster · Alemania · 385,0    | Yuri Myshkovets · Rusia · 382,5  |
| 94 kg   | Akakios Kakiasvilis · Grecia · 400,0 | Oliver Caruso · Alemania · 395,0  | Leonidas Kokkas · Grecia · 392,5 |
| 105 kg  | Ihor Razoronov · Ucrania · 422,5     | Cui Wenhua China 420,0            | Denys Hotfrid · Ucrania · 415,0  |
| +105 kg | Andrei Chemerkin · Rusia · 437,5     | Ara Vardanian Armenia 427,5       | Viktors Ščerbatihs Letonia 422,5 |

1. 1 2 3  Arrancada (kg) + dos tiempos (kg) = total olímpico (kg).

### Femenino
| Evento | Oro                                   | Plata                              | Bronce                                  |
| ------ | ------------------------------------- | ---------------------------------- | --------------------------------------- |
| 48 kg  | Li Yunli China 182,5                  | Chu Nan-Mei China Taipéi 172,5     | Tsai Huey-Woan China Taipéi 172,5       |
| 53 kg  | Wang Xiufen China 210,0               | Izabela Dragneva Bulgaria 192,5    | Robin Goad Estados Unidos 182,5         |
| 58 kg  | Kuo Ping-Chun China Taipéi 207,5      | Song Zhijuan China 207,5           | Neli Yankova Bulgaria 200,0             |
| 63 kg  | Chen Jui-Lien China Taipéi 225,0      | Shi Lihua China 225,0              | Valentina Popova · Rusia · 215,0        |
| 69 kg  | Tang Weifang China 240,0              | Wu Mei-Yi China Taipéi 227,5       | Irina Kasimova · Rusia · 225,0          |
| 75 kg  | Karoliina Lundahl · Finlandia · 230,0 | Şule Şahbaz Turquía 220,0          | Mária Takács · Hungría · 217,5          |
| +75 kg | Tang Gonghong China 255,0             | Chen Hsiao-Lien China Taipéi 245,0 | María Isabel Urrutia · Colombia · 242,5 |

1. 1 2 3  Arrancada (kg) + dos tiempos (kg) = total olímpico (kg).

## Medallero
| Núm. | País           | Oro | Plata | Bronce | Total |
| ---- | -------------- | --- | ----- | ------ | ----- |
| 1    | China          | 4   | 4     | 1      | 9     |
| 2    | Grecia         | 3   | 1     | 1      | 5     |
| 3    | China Taipéi   | 2   | 3     | 1      | 6     |
| 4    | Bulgaria       | 2   | 2     | 3      | 7     |
| 5    | Turquía        | 1   | 1     | 1      | 3     |
| 6    | Rusia          | 1   | 0     | 3      | 4     |
| 7    | Ucrania        | 1   | 0     | 1      | 2     |
| 8    | Finlandia      | 1   | 0     | 0      | 1     |
| 9    | Alemania       | 0   | 2     | 0      | 2     |
| 10   | Armenia        | 0   | 1     | 0      | 1     |
| 10   | Croacia        | 0   | 1     | 0      | 1     |
| 12   | Colombia       | 0   | 0     | 1      | 1     |
| 12   | Estados Unidos | 0   | 0     | 1      | 1     |
| 12   | Hungría        | 0   | 0     | 1      | 1     |
| 12   | Letonia        | 0   | 0     | 1      | 1     |
|      | TOTAL          | 15  | 15    | 15     | 45    |